# Jehuda-Amichai-Literaturpreis
Der Jehuda-Amichai-Preis ist ein Literaturpreis, der von der Stadt Würzburg ins Leben gerufen wurde. Die Auszeichnung ehrt das Erbe des bedeutenden jüdischen Lyrikers Jehuda Amichai (geboren 1924 in Würzburg). Der Preis wurde erstmals im Jahr 2024 verliehen und soll zukünftig alle zwei Jahre an Autorinnen und Autoren vergeben werden, die in ihren Werken einen Bezug zur jüdischen Geschichte und Kultur aufweisen.
Der Hauptpreis ist mit 15.000 Euro dotiert. Zusätzlich wird ein Förderpreis in Höhe von 5.000 Euro vergeben.

## Preisträger
- 2024: Barbara Honigmann, Förderpreis an  Marianna Kijanowska[1]